# Лукас Северіно
Лукас Северіно (порт. Lucas Severino; нар. 3 січня 1979, Рібейран-Прету) — бразильський футболіст, що грав на позиції нападника.
Виступав, зокрема, за клуби «Атлетіку Паранаенсе», «Ренн» та «Гамба Осака», а також молодіжну збірну Бразилії.

## Клубна кар'єра
У дорослому футболі дебютував 1997 року виступами за команду клубу «Ботафогу Сан-Паулу», а з наступного року став грати у Серії А за «Атлетіку Паранаенсе». Відіграв за команду з Куритиби наступні два сезони своєї ігрової кар'єри. Більшість часу, проведеного у складі «Атлетіку Паранаенсе», був основним гравцем атакувальної ланки команди і одним з головних бомбардирів команди, маючи середню результативність на рівні 0,35 голу за гру першості.
2000 року уклав контракт з французьким клубом «Ренн», що заплатив за гравця 150 млн франків (більше 21 млн євро). Втім у новій команді результативність у бразильця була невисокою, через що він здавався в оренду на батьківщину в клуби «Крузейру» та «Корінтіанс».
1 січня 2004 року Лукас, ставши вільним агентом, підписав контракт з клубом Першого дивізіону Джей-ліги — «Токіо». Він зіграв за клуб чотири сезону і знову повернув собі високу результативність, вигравши Кубок Джей-ліги у 2004 році.
З січня 2008 року три сезони захищав кольори іншого японгського клубу «Гамба Осака». Тренерським штабом нового клубу також розглядався як гравець «основи» і допоміг команді виграти Лігу чемпіонів АФК та два Кубка Імператора. Крім цього став з командою бронзовим призером клубного чемпіонату світу 2008 року.
На початку 2011 року Северіно повернувся на Батьківщину в «Атлетіку Паранаенсе», в якому у травні і завершив ігрову кар'єру, втім вже у липні того ж року знову відправився до Японії у «Токіо», якому допоміг за результатами сезону 2011 року повернутись у Перший дивізіон Джей-ліги, де пограв ще да роки, після чого завершив професійну ігрову кар'єру у кінці 2013 року. Крім цього Лукас допоміг столичному клубу виграти Кубок Імператора 2011 року, забивши дубль у фінальній грі проти «Кіото Санга» (4:2).

## Виступи за збірну
2000 року залучався до складу олімпійської збірної Бразилії, за яку зіграв у 14 офіційних матчах, забив 3 голи. Також був учасником футбольного турніру Олімпійських ігор в Сіднеї, зігравши у трьох матчах.

## Досягнення
- Володар Кубка Джей-ліги (2):

«Токіо»: 2004,
«Ґамба Осака»: 2009
- Переможець Ліги чемпіонів АФК (1):

«Ґамба Осака»: 2008
- Переможець Пантихоокеанського чемпіонату (1):

«Ґамба Осака»: 2008
- Володар Кубка Імператора Японії (3):

«Ґамба Осака»: 2008, 2009
«Токіо»: 2011